# Гивон, Талми
Талми Гиво́н (англ. Talmy Givón; род. 22 июня 1936 года, Афула) — американский лингвист, представитель функционального направления, один из родоначальников дискурсивно-ориентированного подхода к синтаксису:313.

## Биография
В 1959 году Т. Гивон получил степень бакалавра наук в области сельского хозяйства, в 1962 году — степень магистра наук в области садоводства. В 1966 году ему была присвоена степень магистра искусств в области лингвистики, а в 1969 году — докторская степень.
В 1968—1981 годах Т. Гивон преподавал на отделении лингвистики Калифорнийского университета в Лос-Анджелесе, а с 1981 по 2002 годы — на отделении лингвистики Университета Орегона, которым заведовал до 1985 года. В настоящее время является профессором-эмеритом (англ. Distinguished Professor Emeritus) лингвистики и когнитивной науки в Орегонском университете.

## Научные взгляды
Т. Гивон выступает против характерного, в частности, для трансформационной грамматики Н. Хомского представления о грамматике как системе модулей, или компонентов (лексикон, правила заполнения аргументной структуры предиката, морфонологические правила), определяющих различные стороны порождаемого высказывания.
С точки зрения Т. Гивона, языковые явления должны не просто описываться или объясняться из тех или иных принципов, но быть объяснёнными так, чтобы предполагаемое устройство грамматики соответствовало особенностям человеческой памяти и мыслительных операций; так, например, характеристика контрастивного фокуса, при котором элемент помещается в начальную позицию в предложении, должна учитывать тот факт, что начальная позиция способствует фокусировке внимания и запоминанию.

## Научные работы
(1979) Discourse and syntax. Syntax and semantics (Vol. 12). New York: Academic Press.